# SunStroke Project
SunStroke Project – mołdawski zespół muzyczny założony w 2008 roku przez skrzypka i kompozytora Antona Ragozę oraz saksofonistę Siergieja Stiepanowa, dwukrotny reprezentant Mołdawii w Konkursie Piosenki Eurowizji: w 2010 i w 2017 roku.

## Historia zespołu
Zespół został założony w 2007 przez skrzypka Antona Ragozę i saksofonistę Sergheia Stepanova, którzy poznali się podczas służby wojskowej, kiedy to narodził się pomysł stworzenia przez nich grupy SunStroke Project. 
Latem 2008 do składu zespołu dołączył piosenkarz Pavel Parfeni, z którym grupa nagrała m.in. single „In Your Eyes”, „Summer” i „No Crime”. W 2009 z utworem „No Crime” zajęli trzecie miejsce w finale krajowych eliminacji do 54. Konkursu Piosenki Eurowizji.  

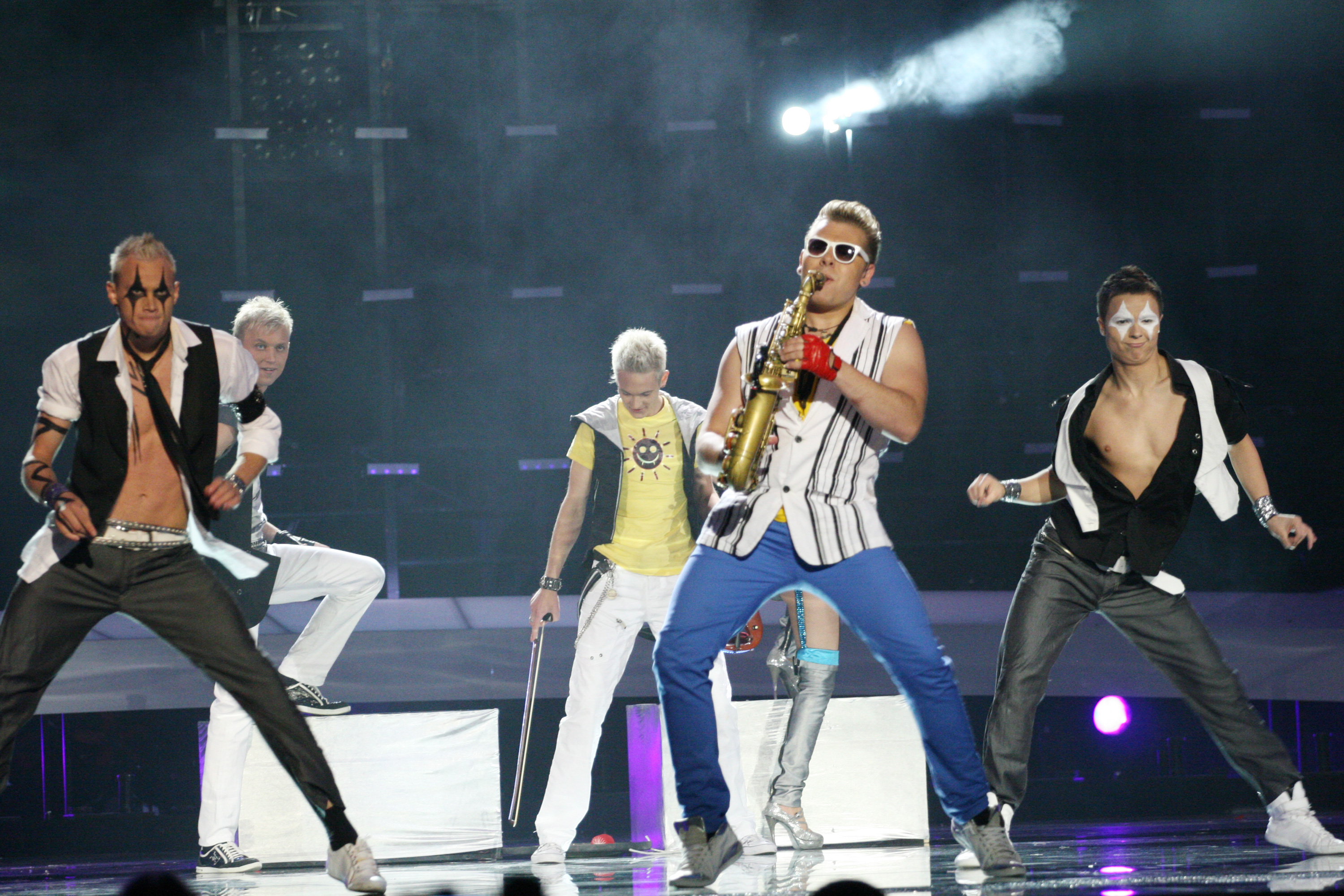
Sunstroke Project podczas występu w 55. Konkursie Piosenki Eurowizji w 2010

W 2010 nowym wokalistą zespołu został Serghei Ialovițchii, z którym w styczniu zgłosili się do krajowych eliminacji eurowizyjnych, tym razem z numerami „Believe” oraz „Run Away”, nagranym przy gościnnym udziale Olii Tiry. Obie propozycje zostały dopuszczone do przesłuchań na żywo, po których w stawce pozostała piosenka „Run Away”. Pod koniec lutego zespół wystąpił z nią w pierwszej rundzie półfinałowej i z pierwszego miejsca awansował do finału, który odbył się 6 marca. Zdobyli za nią maksymalną liczbę 24 punktów w głosowaniu jurorów i telewidzów, dzięki czemu zostali wybrani na reprezentantów Mołdawii podczas 55. Konkursu Piosenki Eurowizji. 25 maja otworzyli stawkę pierwszego półfinału konkursu organizowanego w Oslo i z dziesiątego miejsca zakwalifikowali się do finału, w którym zajęli 22. miejsce z 27 punktami na koncie. Po udziale w konkursie popularność zdobyła instrumentalna solówka Siergieja Stiepanowa zagrana na saksofonie, którą odtworzono w serwisie YouTube ponad 40 mln razy, a sam muzyk został wówczas okrzyknięty mianem Epic Sax Guy. W tym samym roku zespół nawiązał współpracę z producentem Aleksiejem Myślickim.
Po udziale w Konkursie Piosenki Eurowizji zespół wydał kolejne single – „Sax U Up”, „Epic Sax”, „Scream”, „Listen” oraz „Play with Me”. W 2011 wyruszyli w trasę koncertową oraz nagrali dwa premierowe utwory – „Walking in the Rain” i „Sunshine Day”. W 2012 zgłosili się z piosenką „Superman” do krajowych eliminacji eurowizyjnych, jednak nie zakwalifikowali się do stawki półfinałowej. W tym samym roku wydali singiel „Set My Soul On”. W 2015 zgłosili się do udziału w krajowych eliminacjach eurowizyjnych z utworami „Lonely” i „Day After Day” nagranym we współpracy z Michaelem Rą. Obie propozycje zostały zakwalifikowane do rundy przesłuchań, po której w stawce pozostała piosenka „Day After Day”. W lutym wystąpili w pierwszym półfinale selekcji i awansowali do finału, w którym zajęli trzecie miejsce.
W 2017 zgłosili się do krajowych eliminacji eurowizyjnych z utworem „Hey, Mamma!”. Po przesłuchaniach na żywo zakwalifikowali się do półfinału selekcji, a następnie do finału, w którym zdobyli 22 punkty (10 od jurorów i 12 od widzów), dzięki czemu wygrali eliminacje i zostali reprezentantami Mołdawii w 62. Konkursie Piosenki Eurowizji organizowanym w Kijowie. 9 maja wystąpili w pierwszym półfinale konkursu i z drugiego miejsca zakwalifikowali się do finału i zajęli w nim trzecie miejsce po zdobyciu łącznie 374 punktów, w tym 264 pkt od telewidzów (3. miejsce) i 110 pkt od jurorów (8. miejsce).

## Skład

### Obecni członkowie
- Serghei Stepanov – saksofonista (od 2007)
- Serghei Ialovițchii – wokalista (od 2009)

### Byli członkowie
- Pavel Parfeni – wokalista (2008-09)
- Anton Ragoza - skrzypek (2007-2019)

## Dyskografia

### Albumy studyjne
- Don't Word More... (2007)

### Single
- Hey, Mamma! (2017)